# Giraffa
A Giraffa az emlősök (Mammalia) osztályának párosujjú patások (Artiodactyla) rendjébe, ezen belül a zsiráffélék (Giraffidae) családjába tartozó nem.

## Rendszerezés
A nembe az alábbi 1 vagy több (eddig ismeretlen szám) élő és 7 fosszilis faj tartozik:
- zsiráf (Giraffa camelopardalis) Linnaeus, 1758 - középső pleisztocén-jelen; Afrika; nagy valószínűséggel nem egy fajt alkot[2][3]
- †Giraffa gracilis
- †Giraffa jumae Leakey, 1967 - kora pliocén-késő pleisztocén; Afrika[4][5]
- †Giraffa priscilla Pilgrim,1911 - miocén; Pakisztán[6]
- †Giraffa punjabiensis
- †Giraffa pygmaea Harris, 1976 - pliocén-késő pleisztocén; Afrika
- †Giraffa sivalensis Falconer & Cautley, 1843 - pliocén-kora pleisztocén; Ázsia
- †Giraffa stillei Arambourg, 1947 - pliocén-pleisztocén; Afrika

### Fordítás
- Ez a szócikk részben vagy egészben  a   Giraffe#Species_and_subspecies című angol Wikipédia-szócikk ezen változatának fordításán alapul.  Az eredeti cikk szerkesztőit annak laptörténete sorolja fel. Ez a jelzés csupán a megfogalmazás eredetét és a szerzői jogokat jelzi, nem szolgál a cikkben szereplő információk forrásmegjelöléseként.